# Westview (álbum)
Westview é o sexto álbum de estúdio da banda de J-rock Monkey Majik.
O álbum foi lançado em 2 de Fevereiro de 2011, com o selo "Avex Group (binyl records)".

## O Álbum
- A canção "Sunshine" foi o tema de abertura do anime Nurarihyon no Mago.
- A canção "Yume no Sekai" foi o tema de abertura do "mobile drama" Party wa Owatta.
- A canção "Everything is going to be alright" foi usada no comercial da campanha "Tokyo Shinbun Ichi Shuukan wo Tameshi Campaign"
- A canção "If I Knew" foi o tema de abertura do programa de TV "Ashita no Katachi".

### Faixas
1. Angel
2. The Man You Were
3. Sunshine
4. Yume no Sekai (夢の世界; Dream World)
5. Mahou no Kotoba (魔法の言葉; Magic Words)
6. Runaway
7. Disco Girl
8. Wonderland
9. Everything is going to be alright
10. the party's over
11. One Day
12. Safari
13. If I Knew
14. HALO

#### Faixas DVD
Show da turnê "Magical Mystery Tour", no SENDAI HOOK em 16 de Dezembro de 2005
1. One moment
2. i like pop
3. political believer
4. 5.30
5. Alright

## Desempenho em Paradas Musicais

### Álbum
O álbum alcançou a 9a posição na Oricon, e permaneceu ali por 8 semanas.
| Ano  | Álbum/ Informação | Desempenho nas Paradas Musicais | Total Vendas | Certificações |
| ---- | --- | ------------------------------- | ------------ | ------------- |
| 2011 | '''Westview''' - Released: February 2, 2011 - Label: Binyl Records (AVCH-78022) - Formats: Compact disc, digital download, rental CD | 9                               | 18,000       |               |

### Singles
| Lançamento | Single                                        | Notas/Observações | Desempenho em Paradas Musicais | Desempenho em Paradas Musicais | Desempenho em Paradas Musicais | Vendas Oricon | Álbum |
| Lançamento | Single                                        | Notas/Observações | Oricon Singles Charts          | Billboard Japan Hot 100†       | RIAJ digital tracks†           | Vendas Oricon | Álbum |
| ---------- | --------------------------------------------- | ----------------- | ------------------------------ | ------------------------------ | ------------------------------ | ------------- | ----- |
| 2010       |                                               |                   |                                |                                |                                |               |       |
| "Sunshine" | Anime Nura: Rise of the Yokai Clan theme song | 53                | 86                             | 24                             | 5,000                          | Westview      |       |
| 2011       | "Mahō no Kotoba" (魔法の言葉, "Magic Words")  | Digital download  | —                              | —                              | —                              | Westview      | —     |
| 2011       | "Yume no Sekai" (夢の世界, "World of Dreams") | Radio single      | —                              | 20                             | 44                             | Westview      | —     |